# Domen Novak
Domen Novak   (Novo Mesto, 12 de juliol de 1995) és un ciclista eslovè, professional des del 2014. Actualment corre a l'equip UAE Team Emirates. En el seu palmarès destaca el campionat nacional en ruta de 2019.

## Palmarès
- 2013
  -  Campió d'Eslovènia júnior en ruta
- 2019
  -  Campió d'Eslovènia en ruta
- 2022
  - 3r de la general a la Volta a Eslovènia
- 2024
  -  Campió d'Eslovènia en ruta

### Resultats a la Volta a Espanya
- 2017. 105è de la classificació general
- 2019. 123è de la classificació general
- 2023. 138è de la classificació general

### Resultats al Giro d'Itàlia
- 2018. 101è de la classificació general
- 2020. 59è de la classificació general
- 2022. 31è de la classificació general
- 2024. 67è de la classificació general